# Askov (Denemarken)
Askov is een plaats in de Deense regio Zuid-Denemarken, gemeente Vejen. De plaats telt 1879 inwoners (2020).